# Amrish Puri
Amrish Puri (ur. 22 czerwca 1932, zm. 12 stycznia 2005) – aktor indyjski.
Młodszy brat aktora Madana Puri, debiutował w produkcjach filmowych w wieku 40 lat. Wystąpił w ponad 200 filmach, m.in. Indiana Jones i Świątynia Zagłady (1984) w roli Moli Rama.

## Filmografia
W latach 1967–2005 wystąpił w ponad 400 filmach. Oto niektóre z nich:

### od 2000 roku
1. Kachchi Sadak (2006) – Hasan Kairanvi
2. Mumbai Express (2005)
3. Kisna: The Warrior Poet (2005) – Bhairo Singh
4. Ab Tumhare Hawale Watan Saathiyo (2004) – narrator
5. Hulchul (2004) – Angar Chand
6. W sieci miłości (2004) – Ranjit Roy
7. Taarzan: The Wonder Car (2004) – Kartar Singh/Baa Ji
8. Pobierzmy się (2004) – Colonel Dugraj Singh
9. Garv: Pride and Honour (2004) – Inspector Samar Singh
10. Lakshya (2004) – Brig Gen. Gautam Puri
11. Dev (2004) – premier Bhandarker
12. Police Force: An Inside Story (2004) – Mr. Pandey
13. Woh Tera Naam Tha (2004) – Ustad Samad Khan
14. Dil Pardesi Ho Gayaa (2003) – Brig. Sarfaroz Khan
15. Out of Control (2003)
16. Jaal: The Trap (2003) – Major Amrish Kaul
17. The Hero: Love Story of a Spy (2003) – I.S.I Chief Ishak Khan
18. Khushi (2003) – Vir Bhadra Singh
19. Surya (2003) – Thakur
20. Rishtey (2002) – Yashpal Chaudhary
21. Jaani Dushman: Ek Anokhi Kahani (2002) – Sadhu (sage)
22. Baba (2002) – Tantrik
23. Shararat (2002) – Prajapati
24. Badhaai Ho Badhaai (2002) – Mr. Chaddha
25. Nayak: The Real Hero (2001) – Balraj Chauhan (Chief Minister)
26. Wspomnienia (2001) – Jagdish Kumar Malhotra
27. Gadar: Ek Prem Katha (2001) – Mayor (Sakina's dad)
28. Mujhe Kucch Kehna Hai (2001) – Balram Singh (Tau of Karan)
29. Po cichu i w sekrecie (2001) – Kailashnath Malhotra
30. Censor (2001) – Pandit Shiv Prasad (Censor Board Member)
31. Zubeidaa (2001) – Suleiman Seth
32. On Wings of Fire (2001) – Nihavand ruler
33. Miłość żyje wiecznie (2000) – Maj. Gen. Khanna (gościnnie)
34. Kroki w chmurach (2000) – Yogvendra 'Yogi' Grewal
35. Badal (2000) – ACP Ranjeet Singh
36. Shaheed Uddham Singh: Alais Ram Mohammad Singh Azad (2000) – The Sufi Saint

### 1990 – 1999
1. Thakshak (1999) – Nahar Singh (ojciec Ishaana)
2. Gair (1999) – C.K. Oberoi
3. Król serca (1999) – Suraj Singh Thaper
4. Rytm (1999) – Jagmohan Mehta
5. Jai Hind (1999) – Ret. Col. Mohandas
6. Zulmi (1999) – Balraj Dutt
7. Aarzoo (1999) – Dayashankar
8. Lal Baadshah (1999) – Thakur Dhayal Singh
9. Kaala Samrajya (1999) – Kaalkeshwar Singh
10. Jhooth Bole Kauwa Kaate (1998) – Mr. Abhyankar
11. Barood (1998) – Mr. Singhal
12. Salaakhen (1998) – Jaspal Rana
13. Chachi 420 (1998) – Durgaprasad Bhardwaj
14. China Gate (1998) – Col. Kewal Krishan Puri
15. Dhoondte Reh Jaaoge! (1998) – Voice on the phone with Tiger
16. Doli Saja Ke Rakhna (1998) – Jojo Pinto
17. Sham Ghansham (1998) – Collector Bhim Singh
18. Tarazu (1997) – Appa Rao
19. Mahaanta (1997) – Seth. Kedar Nath
20. Węgiel (1997) – Raja Saab
21. Dhaal: The Battle of Law Against Law (1997) – Pilot Baba
22. Himalay Putra (1997) – Malhotra, Seema's father (special appearance)
23. Itihaas (1997) – Balwant
24. Nirnayak (1997)
25. Obca ziemia (1997) – Kishorilal
26. Virasat (1997) – Raja Thakur
27. Ghatak: Lethal (1996) – Shambu Nath
28. Beqabu (1996) – ACP Amritlal Bakshi
29. Jeet (1996) – Gajraj Choudhary
30. Tu Chor Main Sipahi (1996) – Thakur Gajendra Singh
31. Vijeta (1996) – D.I.G. Jagdish Chaudhary
32. Diljale (1996) – Daka
33. Jaan (1996) – Police Commisioner Suryadev Singh
34. Kala Pani (1996) – Mirza Khan
35. Sardari Begum (1996) – Hemraj
36. Haqeeqat (1995) – ACP. Shivcharan
37. Żona dla zuchwałych (1995) – Chaudhry Baldev Singh
38. Gundaraj (1995) – Police Inspector
39. Hulchul (1995) – Shobraj
40. Prem (1995) – Vanraja
41. Maidan-E-Jung (1995) – Thakur Ranvir Singh 'Daata Guru'
42. Jai Vikraanta (1995) – Thakur Jaswant Singh
43. Karan Arjun (1995) – Thakur Durjan Singh
44. Kartavya (1995) – Thakur Ugranarayan Singh
45. Oh Darling Yeh Hai India (1995) – Don Qixote
46. Paappi Devataa (1995) – Ratan Seth
47. Droh Kaal (1994) – IGP Pathak
48. Pehla Pehla Pyaar (1994) – Hukam Singh
49. Elaan (1994) – Ramakant Chaudhry
50. Maha Shaktishaali (1994)
51. Pramaatma (1994)
52. Tejasvini (1994) – Lala Khurana
53. Gardish (1993) – Purshotam Kashinath Sathe
54. Damini – Lightning (1993) – Indrajit Chaddha (Scheming Lawyer)
55. Divya Shakti (1993) – Tau (Mafia Don)
56. Kundan (1993) – Thakur Shamsher Singh
57. Sangram (1993) – Thakur Surajbhan Singh Kanwar
58. Suraj Ka Satvan Ghoda (1993) – Mahesar Dalal
59. Muskurahat (1992) – Former Justice Gopichand Verma
60. Deewana (1992) – Dhirendra Pratap
61. Zindagi Ek Juaa (1992) – Bhalla
62. Vishwatma (1992) – Azghar Jurhad
63. Ashwamedham (1992)
64. I Love You (1992)
65. Tehelka (1992)
66. Time Machine (1992)
67. Vansh (1992)
68. Thalapathi (1991) – Kalivardhan
69. Phool Aur Kaante (1991) – Nageshwar "Don"
70. Dharam Sankat (1991) – Jagira
71. Aditya 369 (1991) – Raja Varma
72. Saudagar (1991) – Chuniya
73. Ajooba (1991) – Vazir-E-Alla
74. Benaam Badsha (1991) – Jaikal
75. Iraada (1991)
76. Jigarwala (1991) – Dhurjan Singh
77. Aadmi Aur Apsara (1991)
78. Kohraam (1991)
79. Mast Kalandar (1991) – Raja Sahab
80. Numbri Aadmi (1991) – Rana
81. Shikari: The Hunter (1991) – Nahar Singh
82. Trinetra (1991) – Singhania
83. Doodh Ka Karz (1990) – Raghuvir Singh
84. Aaj Ka Arjun (1990) – Thakur Bhupendra Singh
85. Ghayal (1990) – Balwant Rai
86. Jagadeka Veerudu Attilokasundari (1990) – Mahadrashta
87. Haatim Tai (1990)
88. Kondaveeti Donga (1990)
89. Jeene Do (1990) – Thakur Sher Bahadur Singh
90. Kaaranama (1990)
91. Kishen Kanhaiya (1990) – Lala Gendamal
92. Muqaddar Ka Badshaah (1990) – Vikral Singh
93. Tejaa (1990) – Jarahwar

### 1980 – 1989
1. Aag Se Khelenge (1989) – Zakha
2. Jaadugar (1989) – Mahaprabhu Jagatsagar Chintamani
3. Hisaab Khoon Ka (1989) – Ranvir Pushp
4. Batwara (1989) – Hanumant Singh
5. Na-Insaafi (1989) – Billa
6. Tridev (1989) – Bhujang/Bhairav Singh
7. Daata (1989) – Gopaldas/G.D. Sarang
8. Ilaaka (1989) – Nagar
9. Farz Ki Jung (1989) – Jai Kishan (JK)
10. Do Qaidi (1989) – K.K.
11. Mil Gayee Manzil Mujhe (1989)
12. Jurrat (1989) – Kama
13. Mujrim (1989) – Khan
14. Nafrat Ki Aandhi (1989) – Chandidas Khurana
15. Nigahen: Nagina Part II (1989) (voice) (uncredited) – Bhairon Nath
16. Ram Lakhan (1989) – Bhishambar Nath
17. Suryaa: An Awakening (1989) – Gangadhar Choudhary
18. Tujhe Nahin Chhodunga (1989)
19. Dayavan (1988) – Inspector Ratan Singh
20. Janam Janam (1988) – Yuvraj Thakur Balbir Singh
21. Rukhsat (1988) – Jagdish Chopra
22. Commando (1988) – Marcelloni
23. Mohabbat Ke Dushman (1988) – Shahbaaz Khan
24. Waaris (1988) – Dulla K. Singh
25. Shahenshah (1988) (uncredited) – J.K
26. Hum Farishte Nahin (1988) – Pashrutam Das/Din Dayal
27. Aakhari Poratam (1988) – Anantananda Swamy
28. Gangaa Jamunaa Saraswathi (1988) – Thakur Hansraj Singh
29. Hamara Khandaan (1988) – Chandraprakash Singh (Vishal's dad)
30. Khoon Bahaa Ganga Mein (1988)
31. Mar Mitenge (1988) – Ajit Singh
32. Saazish (1988) – Diwan
33. Yateem (1988) – Dacoit Pukhiya 'Dadhu'
34. Param Dharam (1987) – Shamshera
35. Sadak Chhap (1987) – Dharamdas, MP
36. Hawalaat (1987) – Seth Dharam Das
37. Mr India (1987) – Mogambo
38. Dance Dance (1987) – Raja Bahadur A.M. Singh
39. Madadgar (1987)
40. Loha (1987) – Shera
41. Dadagiri (1987) – Bhanupratap
42. Dil Tujhko Diya (1987) – Mohla
43. Inaam Dus Hazaar (1987) – Captain S.P Singh
44. Jawab Hum Denge (1987) – Seth Dhanraj
45. Sher Shivaji (1987)
46. Ek Aur Sikander (1986) – Sher Khan
47. Asli Naqli (1986) – Durjan Singh
48. Samundar (1986) – Raiszada Narsingh
49. Begaana (1986) – A.P. Lall
50. Janbaaz (1986) – Rana Vikram Singh
51. Sultanat (1986) – Razoulli Al-Jabber Al-Nasser
52. Aap Ke Saath (1986) – Persha
53. Kaanch Ki Deewar (1986) – Bhoop Singh
54. Dosti Dushmani (1986)
55. Mera Dharam (1986) – Thakur Digvijay Singh
56. Nagina (1986) – Bhairon Nath
57. Naseeb Apna Apna (1986) – Bhim Singh
58. Pyar Ho Gaya (1986) – Sapna's Father
59. Ricky (1986)
60. "Tamas" (1986) (miniserial)
61. Meri Jung (1985) – G.D. Thakral
62. Zabardast (1985) – Balram Singh
63. Mohabbat (1985) – Choudhury
64. Nishan (1985)
65. Aaj Ke Sholey (1985) – Balbir Gupta
66. Aghaat (1985) – Chakradev
67. Karmyudh (1985) – Sohanlal Puri
68. Paisa Yeh Paisa (1985) – Jugal
69. Patthar Dil (1985) – Rana Surajbhan Singh
70. Phaansi Ke Baad (1985) – Damodar Seth
71. Teri Meherbaniyan (1985) – Thakur Vijay Singh
72. Kasam Paida Karne Wale Ki (1984) – Udaybhan Singh
73. Jhutha Sach (1984) – Gorka
74. Jagir (1984) – Lakhan Singh
75. Duniya (1984) – Balwant Singh Kalra
76. Gangvaa (1984) – Special Appearance
77. Insaaf Kaun Karega (1984) – Bhanupratap
78. Indiana Jones i Świątynia Zagłady (1984) – Mola Ram
79. Mashaal (1984) – S.K. Vardhan
80. Awaaz (1984) – Mulchand Malhotra
81. Party (1984) – Doctor
82. Yeh Desh (1984) – Dhuliya
83. Zakhmi Sher (1984) – Swami Kashinath Singh
84. Coolie (1983/I) – John D'Costa
85. Andhaa Kanoon (1983) – Mr. Ram Gupta
86. Ardh Satya (1983) – Anant's Father
87. Haadsaa (1983) – R.K. Chakravarty
88. Hero (1983) – Pasha
89. Mandi (1983) – Darvish
90. Vidhaata (1982) – Jagawar Chaudhary
91. Gandhi (1982) – Khan
92. Shakti (1982) – J.K. Verma
93. Apna Bana Lo (1982) – Mr. Joshi
94. Ashanti (1982) – Raja Bhishm Bahadur Singh
95. Aadat Se Majboor (1982) – Agnihotri (Joginder Singh)
96. Johny I Love You (1982) – Zalim Singh
97. Main Intequam Loonga (1982) – Goverdhan Das 'G.D.'
98. Tahalka (1982) – General Dong
99. Vijeta (1982) – Chief Instructor Verghese
100. Be-Shaque (1981) – Gopal
101. Kalyug (1981) – Kishan Chand
102. Naseeb (1981) – Don
103. Krodhi (1981) – Madhavan
104. Nai Imarat (1981)
105. Hum Paanch (1980) – Vir Pratap Singh
106. Dostana (1980) – Balwant Singh
107. Gehrayee (1980) – Tantric Magician
108. Qurbani (1980) – Rakka
109. Aakrosh (1980) – Public Prosecutor Dushane
110. Chann Pardesi (1980) – Joginder Singh
111. Maan Abhiman (1980) – Mathuraprasad Choudhary
112. Patthar Se Takkar (1980)

### 1970 – 1979
1. Hamare Tumhare (1979) – General Manager
2. Jaani Dushman (1979) – Man who kidnapped Geeta (Bride)
3. Lakhan (1979)
4. Naiyya (1979) – Pannalal
5. Sawan Ko Aane Do (1979) – Chandrika's dad
6. Bandie (1978) – Anand
7. Kondura (1978) – Bhairavmoorthy/Kondura
8. Bhumika: The Role (1977) – Vinayak Kale
9. Immaan Dharam (1977) – Dharam Dayal
10. Alibaba Marjinaa (1977) – Jabbar
11. Paapi (1977) (voice) (uncredited) – Michael
12. Manthan (1976) – Mishraji
13. Nishaant (1975) – najstarszy z braci, zamindar
14. Salaakhen (1975) – Master
15. Hindustan Ki Kasam (1973)
16. Kaadu (1973/I) – Chandre Gowda
17. Hulchul (1971) – Public Prosecutor
18. Reshma Aur Shera (1971) – Rehmat Khan
19. Shantata! Court Chalu Aahe (1971)
20. Prem Pujari (1970) – Jerry